# Авильский собор
Авильский собор (исп. Ávila Cathedral) — католический собор испанского города Авила, который был спланирован как храм-крепость: его абсида является одной из башен городской стены Авилы.

## История
Достоверно неизвестно, когда именно началось строительство собора: существует две теории. Одна из них утверждает, что строительство начал Альвар Гарсия в 1091 году на руинах церкви Спасителя, оказалась разрушена в ходе одной из успешных атак мусульман, а Альфонс VI Кастильский выделил деньги на строительство. Другие историки утверждают, что собор — это работа маэстро Фручела, строительство которого в XII веке, как раз во время нового заселения Кастилии под руководством Раймунда Бургундского.
Первая стадия строительства заняла XIII век — были возведены башни, пристройки. Вторая стадия пришлась на XIV век: башни, клуатр, своды, аркбутаны. Уже в XV веке собор был завершён, и в 1475 году Хуан Гуас установил на нём механические часы.
Авильский собор считается первым готическим собором в Испании. В нём заметно французское влияние и некоторое сходство с аббатством Сен-Дени, первым памятником готики.